# آق اردو
آق اردو (اردوی سفید)، سلسله‌ای از خان‌ها و قبایل و لشکریان تابع آن‌ها از نسل اوردا پسر مهتر جوچی پسر مهتر چنگیز بودند. قلمرو و متصرفات آن‌ها ولایات آق‌اردو از طرف شرق به حوضهٔ رودخانهٔ اردیش، از جنوب به ماوراءالنهر یعنی حوضهٔ جیحون و سیحون و از جنوب غربی و غرب به خوارزم و خزر و دشت قبچاق تا شمال رودخانهٔ ولگا محدود بوده است. پایتختشان سغناق و صبران (ساوران) و فاراب (اترار) بود.